# 藤枝市立葉梨西北小学校
藤枝市立葉梨西北小学校（ふじえだしりつ はなしせいほくしょうがっこう）は、静岡県藤枝市西方に所在する公立小学校。各学年1学級の小規模校である。

## 学区
- 西方、北方[1]

## 中学校区
- 藤枝市立葉梨中学校[1]

## 学校教育目標
学校教育目標
夢を拓く
重点目標
つよく　やさしく